# Admiralty Arch

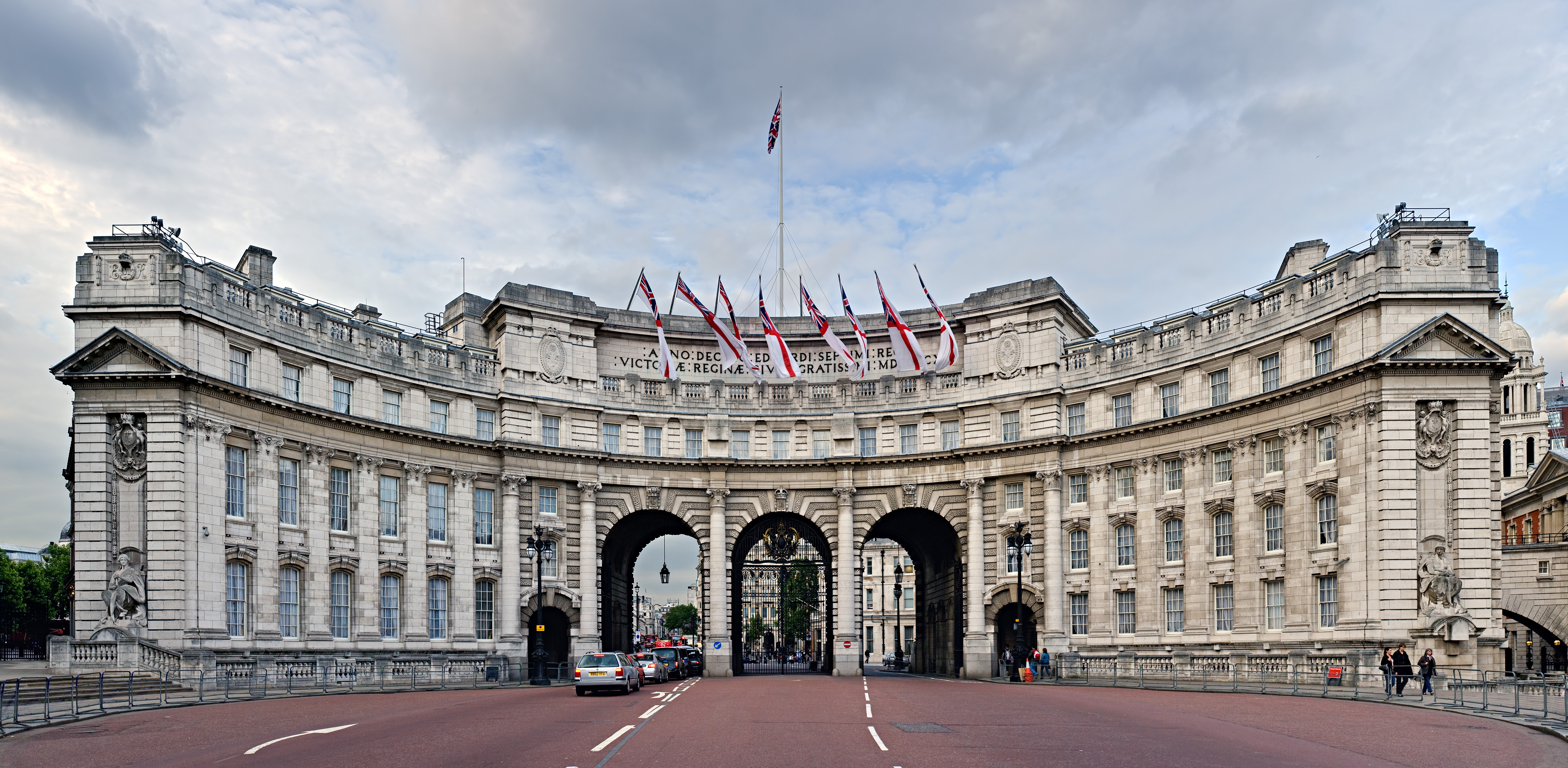
Admiralty Arch, Ansicht von "The Mall"

Der Admiralty Arch ist ein 1910 errichteter Triumphbogen in London. Er wurde von Sir Aston Webb entworfen und bildet im Zuge der von ihm umgestalteten Prachtstraße The Mall deren östlichen Abschluss. Das Gebäude ist Teil des Admiralitäts-Komplexes.
Vom belebten Trafalgar Square her bietet das Bauwerk bei feierlichen Anlässen eine elegante Durchfahrt in Richtung Buckingham Palace. Der zentrale Bogen ist an normalen Tagen für den Verkehr gesperrt und wird nur für Staatsakte geöffnet. Kraftfahrzeuge benutzen die benachbarten Bögen und Fußgänger die kleinen äußeren Durchgänge.
Ursprünglich war der Admiralty Arch von König Eduard VII. zu Ehren seiner Mutter Königin Victoria in Auftrag gegeben worden. Auf diesen Hintergrund bezieht sich die am Tor zu lesende lateinische Inschrift ANNO DECIMO EDWARDI SEPTIMI REGIS VICTORIÆ REGINÆ CIVES GRATISSIMI MDCCCCX.
2012 wurde bekannt, dass die britische Regierung den Gebäudekomplex an einen Investor für die Dauer von 99 Jahren verpachtet hat. Das in die Jahre gekommene Gebäude soll renoviert und in ein Hotel umgewandelt werden. Mit einer Eröffnung wird  2025 gerechnet.